# Rejon czamziński
Rejon czamziński (ros. Чамзинский район, erzja Чаунзабуе, moksza Чамзинкань аймак) – jednostka administracyjna wchodząca w skład Republiki Mordowii w Rosji.
Rejon czamziński jest najwyżej położonym regionem Mordowii – najwyższy punkt republiki znajduje się we wsi Bolszoje Mariesjewo (324 n.p.m.). W granicach rejonu usytuowane są m.in. wsie: Czamzinka (centrum administracyjne rejonu), Komsomolskij, Sabur-Maczkasy, Miedajewo, Miczurino, Otradnoje, Piczeury, Bolszoje Mariesjewo, Bolszoje Riemiezjonki, Apraksino, Alieksjejewka.